# Catalana Occidente

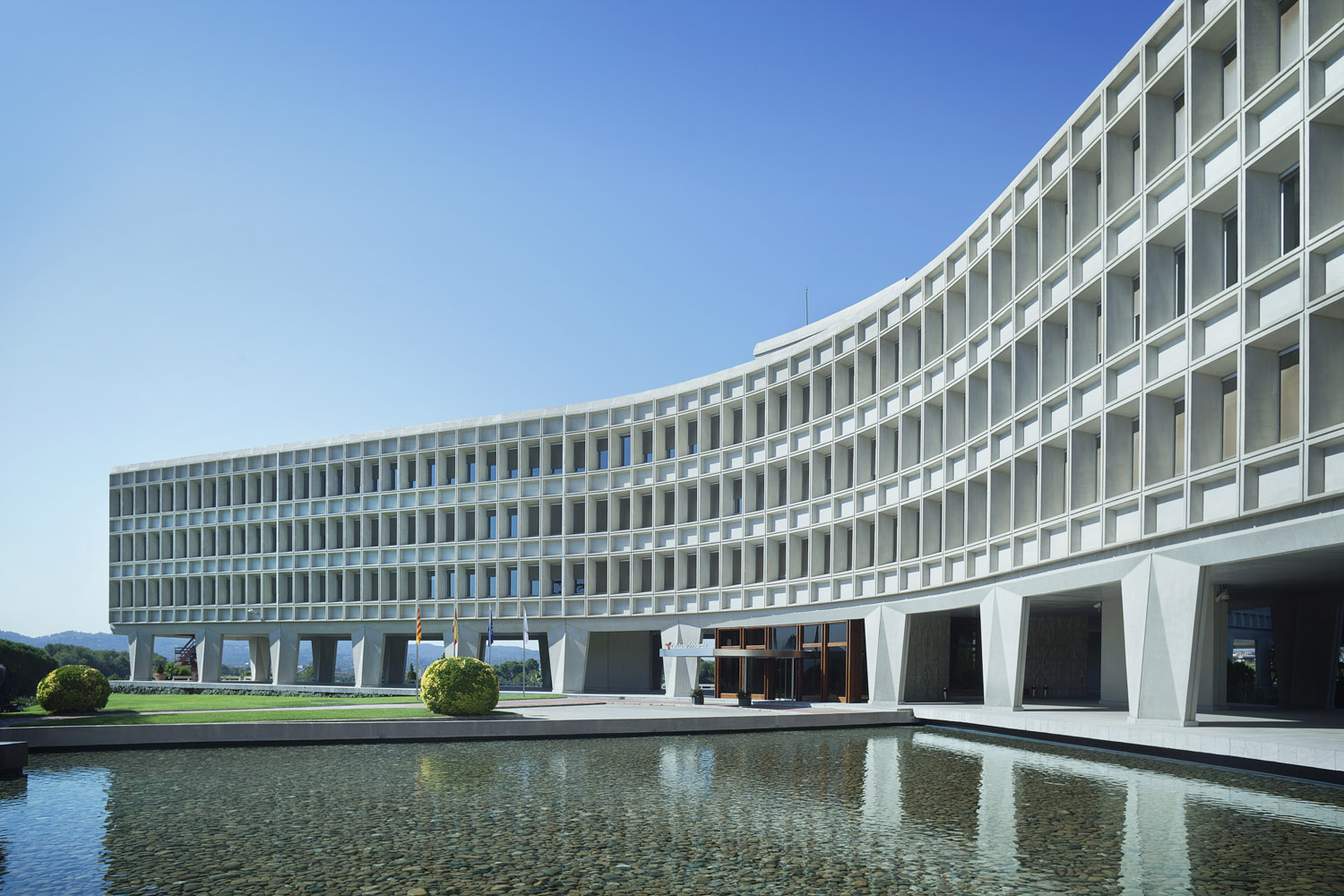
Einer der drei Flügel des sternförmigen Hauptgebäudes

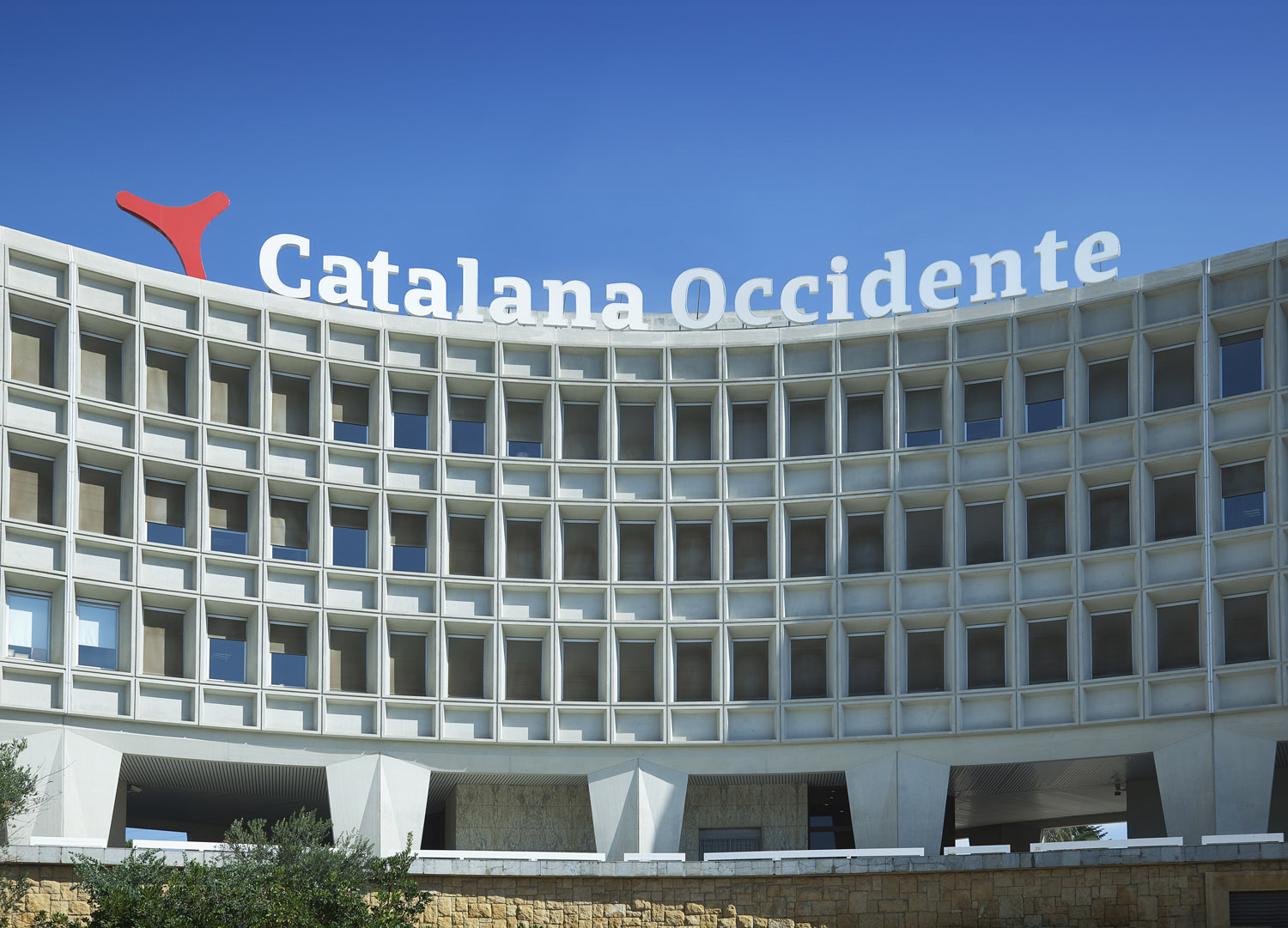
Hauptsitz in Sant Cugat del Vallès

Catalana Occidente ist ein börsennotiertes spanisches Versicherungsunternehmen. Das Unternehmen fand seinen Ursprung in einer, 1864 gegründeten, Feuerschutzversicherung aus Katalonien mit dem Namen La Catalana. Diese Versicherung wurde später von Occidente übernommen und die fusionierte Gesellschaft firmierte fortan als Grupo Catalana Occidente. Nach eigenen Angaben war Catalana Occidente der erste spanische Versicherer, der zu Beginn der 1960er Jahre Computer zur Verwaltung des Versicherungsgeschäfts einsetzte. Im Jahr 1971 weihte das Unternehmen den Neubau seines Hauptsitzes in Sant Cugat del Vallès bei Barcelona ein. Die Architektur des Gebäudes, das an einen dreizackigen Stern erinnert, wurde im neuen Logo der Versicherung aufgegriffen. Seit 1997 werden die Aktien des Unternehmens an der Börse gehandelt. Die Gesellschaft tritt als konventioneller Erstversicherer auf, betätigt sich über die Tochter Atradius, die 2010 mehrheitlich übernommen wurde, aber auch im Kreditversicherungswesen.